# Olaine
Olaine ( výslovnost) je město v Lotyšsku a správní centrum stejnojmenného kraje. V roce 2010 zde žilo 12 667 obyvatel.